# 二の堰親水公園

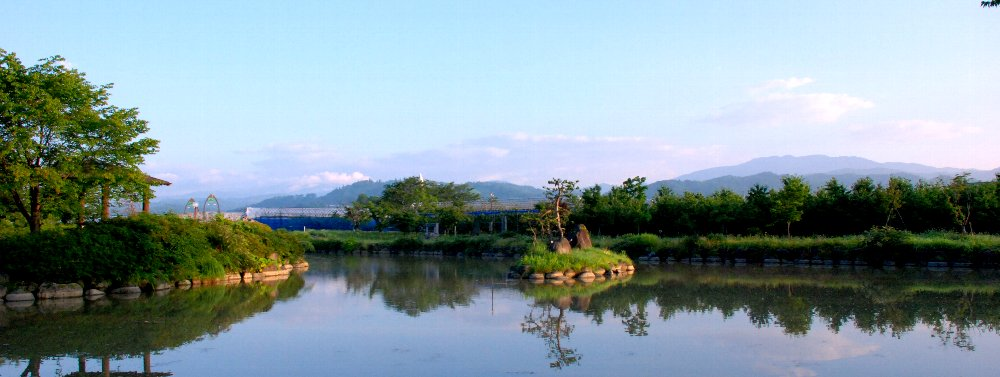
二の堰親水公園と葉山（右奥）

二の堰親水公園（にのせきしんすいこうえん）は、山形県寒河江市にある公園である。疏水百選。寒河江十景。

## 概要
二ノ堰（八鍬堰）は寒河江川の右岸から取水しており、建久年間（1190年ごろ）最上川流域としては最も古く建設された河川施設である（山形県総合学術調査会）。南北朝時代から室町時代初期（14世紀ころ）にかけて、寒河江城主大江氏（寒河江氏）が城郭を内楯（寒河江市丸内）に築くにあたり、堀に水を引くため新水路を掘り造ったという。豊富な寒河江川の水を灌漑に利用することにより、寒河江川扇状地右岸の水田開発が行われた。
現在は、県営水環境整備事業（平成元年～平成6年度）により、二ノ堰用水路の一部が親水公園に改修され、市民や県内外から訪れる人の憩いの場として利用されている。また、親水施設の管理は地域の企業や住民と一体となった「二の堰グラウンドワーク」活動により地域ぐるみの管理が行われている。

## 二の堰用水の流路
寒河江市八鍬から取水された水は樋ノ口と下堰の境界を通り、石持町で大きく二つに分かれる。一方は西根方面へ流れ一方は山岸町へ流れる。西根方面へ流れた用水は日田を経て沼川に合流する。山岸町へ流れたものは本町と六供町の境界付近で沼川の上を通り、元町・幸田を経て島へ流れ高屋・皿沼に至って最上川に合流する。

## 受賞歴
- 平成16年：農林水産大臣表彰

## 駐車場
- あり（無料）